# Liester
Liester is een wijk in de Duitse gemeente Stolberg (Rheinland), deelstaat Noordrijn-Westfalen.
In deze woonwijk zijn een aantal scholen gevestigd. Ook is er het Gradopark.
De parochiekerk is gewijd aan Herman Jozef van Steinfeld, een heilige die begraven ligt in het Klooster van Steinfeld.
Liester ligt op een hoogte van 240 meter.

## Nabijgelegen kernen
Münsterbusch, Oberstolberg, Büsbach